# Башилов, Геннадий Николаевич
Генна́дий Никола́евич Баши́лов (3 октября 1930, Петровск-Забайкальский, Читинская область, РСФСР, СССР — 28 ноября 2021, Екатеринбург, Россия) — советский и российский машиностроитель, инженер-конструктор, директор научно-исследовательского института тяжёлого машиностроения (НИИ Тяжмаша) Уральского завода тяжёлого машиностроения (1980—1992). Лауреат Государственной премии СССР (1982).

## Биография
Родился 3 октября 1930 года в городе Петровск-Забайкальский Читинской области, РСФСР, СССР.
В 1953 году окончил Уральский политехнический институт имени С. М. Кирова с присвоением квалификации «инженер-механик».
С 1953 года — на Уральском заводе тяжёлого машиностроения.
В 1953—1974 гг. — инженер-конструктор, начальник конструкторского бюро по проектированию прокатных станов; заместитель директора.
В 1974—1980 гг. — секретарь партийного комитета ПО «Уралмаш».
В 1980—1992 гг. — директор научно-исследовательского института тяжёлого машиностроения (НИИ Тяжмаша).
В 1992—2001 гг. — руководитель Центра по координации совместных проектов металлургического оборудования Уралмашзавода с австрийской сталелитейной компанией Voestalpine, созданного по его личной инициативе. Руководил созданием современных машин непрерывного литья заготовок (МНЛЗ) для Нижнетагильского и Новолипецкого металлургических комбинатов.
Внёс огромный вклад в проектирование, производство, монтаж и освоение высокопроизводительного прокатного оборудования и машин непрерывного литья заготовок (МНЛЗ). Инженер проектов блюмингов Череповецкого и Кремиковского металлургических комбинатов, руководитель авторского надзора за монтажом и вводом в эксплуатацию прокатного оборудования, изготовленного Уралмашзаводом для Индии (1959—1961).
Под его руководством были спроектированы и введены в эксплуатацию колёсопрокатные цеха Нижнеднепровского трубопрокатного завода и Выксунского металлургического завода для массового производства цельнокатанных ж/д колёс.
Принимал активное участие в совершенствовании и освоении мощных карьерных экскаваторов ЭКГ-20, цеха жести Карагандинского металлургического комбината.
Руководитель Свердловской областной секции машиностроения по пропаганде и внедрению перспективных технологических процессов на машиностроительных заводах (1984—1991).
Автор 32 авторских свидетельств. Автор 55 печатных работ.
Скончался 28 ноября 2021 года в Екатеринбурге. Похоронен на Широкореченском кладбище Екатеринбурга.

## Семья
- Супруга: Людмила Николаевна Башилова (1929—2021).

## Награды и премии
- Орден Трудового Красного Знамени (1981)
- Орден «Знак Почёта» (1974)
- Государственная премия СССР (1982) — за создание и внедрение прогрессивных технологических процессов и высокоэффективного автоматизированного оборудования для поточного производства цельнокатанных ж/д колёс (с коллективом)
- Заслуженный машиностроитель РСФСР (1991)

## Учёные степени и звания
- Кандидат технических наук (1988)